# Хардбол
Хардбол (англ. «hard» — твердий, «ball» — куля) — військово-спортивна гра, у якій використовується пневматична зброя для розважальних видів стрільби з початковою швидкістю кулі до 180 м/с.. За принципом нагадує страйкбол та пейнтбол.

## Виникнення
Хардбол — наймолодший вид військово-спортивних ігор. Подейкують, що хардбол уперше придумали радянські спецпризначенці для відпрацьовування бойових ситуацій максимально наближених до реальності. Значна частина людей переконані, що хардбол — продукт фантазії «гарячих голів», яким не вистачає адреналіну в страйкболі. Тим не менш, ймовірніше хардбол з'явився як більш дешева і невибаглива у плані антуражності гра. Батьківщиною Хардболу є Російська Федерація.

## Особливості
Через свою «молодість» хардбол має декілька характерних особливостей. Перш за все, хардбол у більшій мірі зберіг свою некомерційність. У наш час (весна 2010 року) жодна комерційна організація не організовує розважальних боїв з хардболу.
Друге — хардбол у великій мірі кустарний вид військово-спортивної гри. Жодна комерційна фірма не виготовляє промислові види захисного спорядження для хардболу. Тому кожен хардер на свій розсуд, виходячи з доступних йому матеріалів і коштів самостійно виготовляє та вдосконалює елементи захисного спорядження.

Пневматична гвинтівка китайського виробництва ВАМ В 3-1. Широко уживається снайперами у грі в хардбол через дешевизну та допустиму початкову швидкість кулі.
На фото: Снайпер Київської хардбольної команди «301 легкопіхотна бригада» на навчальних стрільбах. Березень 2009 р.

У хардболі використовується пневматична зброя (калібру) 4,5 мм (Cal .177) з початковою швидкістю кулі до 180 м/с. Серед існуючих зразків пневматичної зброї відносно мало екземплярів, які відповідають цій вимозі. Провідні виробники пневматичної зброї виробляють гвинтівки з початковою швидкістю кулі мінімум 210—220 м/с. Гвинтівки з початковою швидкістю кулі 275—300 м/с. належать до так званого «магнум-класу» і користуються найбільшим попитом серед любителів розважальної та спортивної стрільби. Тож, щоб укластися у рамки правил, хардери зумисне ставлять на гвинтівки коротші пружини, цим самим знижуючи швидкість кулі та погіршуючи дальність стрільби (так званий «даунгрейд»).
Кулі до пневматичної зброї існують трьох видів: сферичні свинцеві кульки, сферичні сталеві оміднені кульки та свинцеві «грибкоподібні» кулі (інша їх розповсюджена назва — «Діаболо»). Початкова швидкість кулі за правилами хардболу має сягати межі до 180 метрів на секунду.
Цей показник швидкості є найвищим серед усіх військово-спортивних ігор. І накладає, відповідно, високі вимоги до видів куль та захисного спорядження. Як захист голови та очей в хардболі використовуються пейнтбольні шоломи промислового виробництва, з додатковими кустарними засобами посилення захисту у вигляді накладок з різних матеріалів (тканини, металу тощо). Також кустарними способами шоломи дооснащуються засобами примусової вентиляції для покращення комфорту під час використання. Всі інші частини тіла мають бути захищені одежею з міцних сортів тканин. Руки мають бути захищені міцними рукавичками. Промежина захищається за допомогою боксерської мушлі. Додатковий захист мають забезпечувати саморобні або фабричні налікотники та наколінники.

Гравець у хардбол у повному спорядженні. Базовий захист тіла — костюм «горка». Голову захищено пейнтбольним шоломом. Руки — щільними рукавичками. Зброя — пневматична гвинтівка Beretta Cx4 Storm. На фото — гравець Дніпропетровської хардбольної команди «Зверобои». Миколаїв. Жовтень 2009 р.

Окремо слід зазначити, що правилами хардболу введено обмеження на використання різних видів куль: забороняється застосовувати гострокінечні кулі, а кулі з заокругленою голівкою мають право застосовувати лише власники пружино-поршневих пневматичних гвинтівок лише проти цілей на відстанях від 20 метрів. На менших дистанціях вести стрільбу такими кулями по гравцю категорично забороняється.
Як і страйкбол, ця гра ведеться на чесність. Під час гри судді, які стежать за полем бою, відсутні.

## Переваги та недоліки хардболу
У порівнянні з іншими видами військово-спортивних ігор, хардбол має ряд беззаперечних переваг, а саме.
1. Неможливість застосування ефекту матриці.

Від кулі, яка летить на швидкості 160—180 м/с неможливо ухилитися. У страйкболі й пейнтболі кульки, які летять зі швидкість 90 м/с можна побачити і вчасно сховатися. У хардболі кулю не видно зовсім;
2. Дуже висока прицільна дальність в середньому від 50 до 80 метрів.

На максимальних відстанях працюють снайпери. Останні є снайперами не відповідно до реконструйованого виду снайперської гвинтівки (у страйкболі), а за реальними технічними характеристиками гвинтівок. Широкий вибір пневматичних гвинтівок з оптичним прицілами робить снайперів реальними, а не удаваними бійцями. При використанні круглоголових куль (винятково для снайпінгу) максимальна дистанція підвищується до 100 м. (правда слід зазначити, що до ста метрів ціль «дістають» лише справжні віртуози). Отже, реалістичний снайпінг є однією з найпримітніших переваг хардболу.

Снайпер у «кудлатому камуфляжі» Павлоградської хардбольної команди «Снежный Барс» на позиції. Озброєння — модифікована пневматична гвинтівка ИЖ-61. Миколаїв. Жовтень 2009 р.

Як «штурмові гвинтівки» використовуються самозарядні пневматичні гвинтівки (Crosman 1077, Crosman Nightstalker та Beretta Cx4 Storm), дальність стрільби яких становить 40-60 м з магазинами на 12-30 куль. Дані зразки зброї, з точки зору застосування, є найбільш універсальним видом зброї.
Пістолети та пістолет-кулемети в хардболі стріляють з початковою швидкістю 100—140 м/с — цього досить, щоб вражати цілі на відстанях 20-30 м.
3. Відносно низька вартість

У хардболі, щоб мінімально спорядити бійця, потрібно $150: власне на зброю та пейнтбольний шолом, прокатні модифікації якого коштують 250—300 грн. Щоб добре екіпірувати бійця досить $250. Повне екіпірування гарного снайпера обійдеться приблизно в $350 (гвинтівка з оптичним прицілом, пістолет, захист, камуфляжний одяг). Це дає можливість грати гравцям з різним рівнем достатку. Тобто, хардбол доступний для широких мас.
Суттєвою є також вартість «розхідних матеріалів». Наприклад, одним з найуживаніших «стволів» у хардболі є пневматична газобалонна гвинтівка Crosman 1077. Для того, щоб відіграти насичений ігровий день потрібно мати: 4-5 12 грамових СО2 балончиків (середня вартість 5-6 грн. за 1 шт.) та близько сотні свинцевих грибоподібних куль (коробки куль по 300—600 шт. варіюються у ціні від 30 до 50 грн.).
4. Імпровізація

Слід відзначити і позитивний бік кустарності хардболу. Відсутність коштів ще не означає неможливість належним чином екіпіруватися. При наявності матеріалу та обладнання можна спробувати змайструвати маску та допоміжні елементи захисту (наручі, налікотники, захисні бленди до прицілу тощо). «Бідність» хардбольного спорядження служить активним стимулом для гравців розробляти нові, більш вдосконалені у кустарних умовах зразки спорядження та вдосконалення зброї. Це не тільки сприяє власне поглибленню технічних знань, але часто дає результат у вигляді нових нестандартних конструктивних рішень у пневматиці та спорядженні, які знаходять своє корисне застосування у грі.
5. Максимальна налиженість до умов реального бою

Висока точність та дальність стрільби пневматичної зброї спричиняє виникнення у гравців життєво важливої необхідності відпрацьовувати тактику ведення загальновійськового піхотного бою та командну взаємодію. У інших військово-спортивних іграх, завдяки низьким швидкостям кульок та «ефекту матриці», гравець може діяти на полі бою на власний розсуд, покладаючись на швидкі ноги, миттєву реакцію та кількість кульок. У хардболі швидкість кулі (від якої неможливо ухилитися) та її пробивна здатність (кущі та трава не захистять) залишає мало шансів необачному гравцю уникнути ураження. Непоміченим постріл також не залишиться, в першу чергу тому, що уражений відчує його з ймовірністю 90 %.
Тож, переконавшись у неефективності біганини у повний зріст з хаотичним «засіванням» кулями всього підозрілого, гравець починає освоювати ази тактики загальновійськового піхотного бою Гравець вчиться не тільки бігати і стріляти, а й уважно спостерігати, знаходити і облаштовувати укриття, тренувати всі органи відчуттів, маскуватися, атакувати та оборонятися, освоювати техніку стрільби. І головне — вчиться злагодженій взаємодії товаришами по зброї. Хардбол навряд чи сподобається героям-самітникам. Хардбол вимагає єдності гравців у наступі та відступі, стежі або засідці, у обороні та штурмі. Тому, хардбол можна цілком заслужено вважати найреалістичнішою з військово-спортивних ігор.
Недоліки хардболу
1. Суворіші вимоги до захисту гравця

Окрім підсиленого кустарним способом пейнтбольного шолому, гравець мусить одягати на себе щільну одежу, яка захищатиме його тіло від поранень. Як-от камуфльовані куртки та штани, комбінезони, або кілька шарів звичайної одежі. Зрозуміло, що у спекотну погоду гравець може відчувати сильний дискомфорт. Руки мають бути захищені товстими рукавичками, що в свою чергу дещо перешкоджає нормальному користуванню зброєю.

Різноманітні зразки «піхотного» та «снайперського» спорядження та озброєння.

В процесі хардерами було винайдено ще один характерний недолік. Через масивний захист на пейтбольних шоломах, часто стає неможливим використовувати штатні відкриті прицільні пристрої на гвинтівках. Єдиний вихід — оснащення зброї коліматорними (для штурмових гвинтівок) та оптичними прицілами (для снайперських гвинтівок").
2. Суворіші вимоги до вибору місця бою

Свинцева куля може завдати серйозних травм випадковим перехожим. Тож місця проведення хардбольних змагань мають бути цілком безлюдними.
3. Неможливість грати у хардбол при низьких температурах

Якщо температура повітря опускається до відмітки — 5 градусів по Цельсію, то стрільба з пневматичних газобалонних гвинтівок стає неможливою. При низьких температурах вуглекислий газ втрачає можливість швидко розігнати кулю.
4. Кустарність 

У продажу відсутні деякі важливі зразки спорядження та обладнання для хардболу, як-от спеціалізованих шоломів, захисних засобів для оптики, додаткових магазинів до гвинтівок тощо. Тож кожен гравець має сам дбати про свій захист та оснащеність за принципом «Зроби Сам». А при нестачі знань та підручних засобів це вдається не кожному.
5. Недостача набоїв

Кількість набоїв у хардболі — це окрема розмова. Відомо, що для швидкого перезаряджання зброї, слід мати додаткові заздалегідь споряджені магазини. А додаткові магазини для пневматики на теренах СНД — рідкість. Не кажучи вже про те, що більшість пружино-поршневих гвинтівок — однозарядні. Тому в хардболі, як і в реальному бою, доводиться берегти кожну кулю. Це можна назвати і перевагою, і недоліком. З одного боку брак набоїв примушує гравця не тільки ощаджувати набої, а й вчитися стріляти влучно, освоюючи техніку стрільби. З іншого боку обмежений боєкомплект накладає суттєві обмеження на ведення бою.

Зимові навчання хардерів. На передньому плані - стрілець з пневматичною гвинтівкою ВАМ В 3-1 з оптичним прицілом. Позаду - стрілець з гвинтівкою Cometa C-220. Під час відпрацювання навичок стрільби по мішеням, допускається використання потужніших зразків гвинтівок.
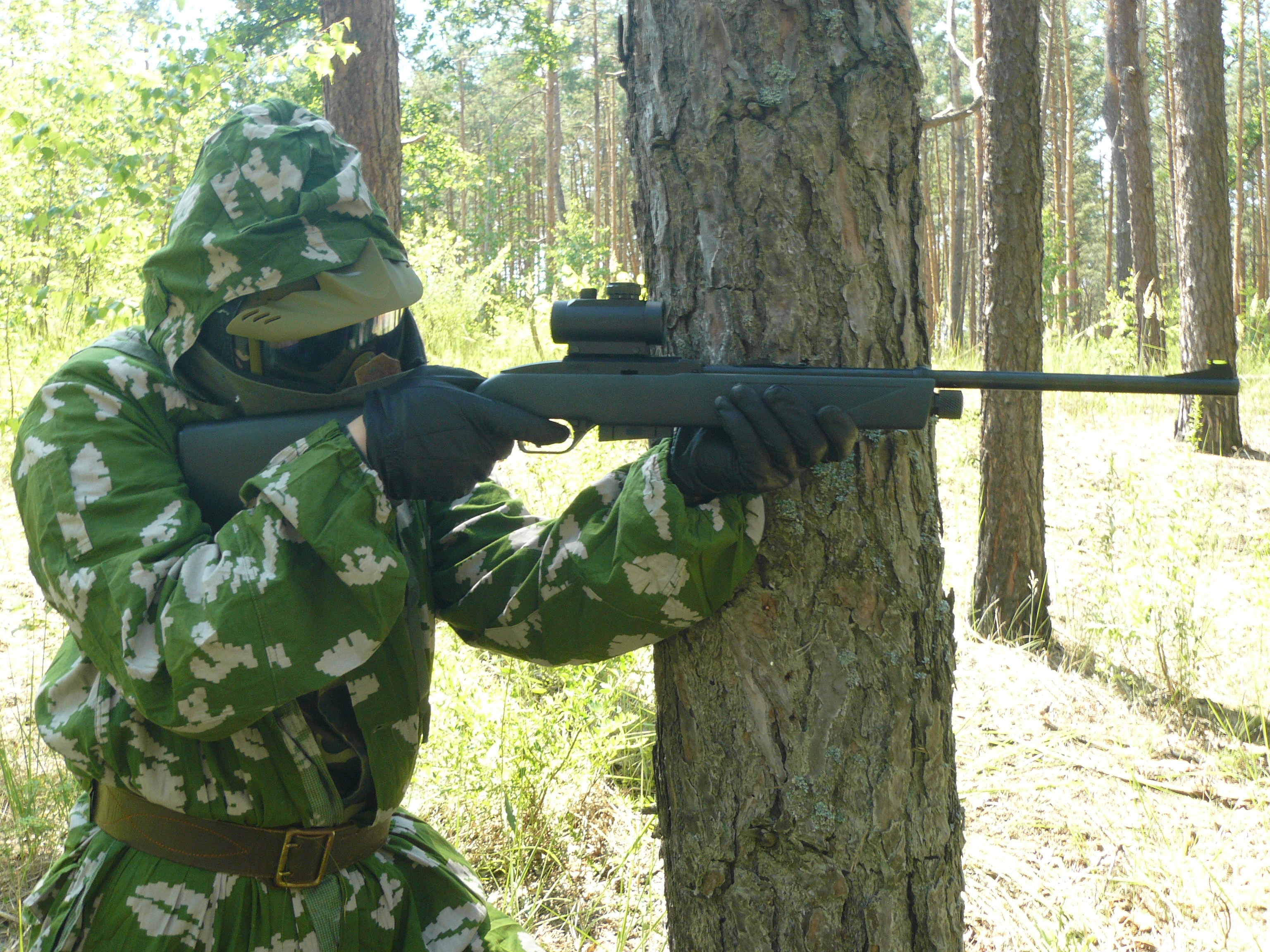
Гравець у повному спорядженні з пневматичною гвинтівкою Crosman-1077 з коліматорним прицілом - одним з найпопулярніших зразків зброї для гри у хардбол.
Гравець з пневматичним пістолет-кулеметом МР-661К "Дрозд" з коліматорним прицілом.